# Трансформирующий ростовой фактор, бета-1
Трансформирующий ростовой фактор, бета-1 (ТРФбета-1) — белок человека, являющийся первым описанным членом семейства ТРФ-бета, которое, в свою очередь, является частью обширного суперсемейства ТРФ-бета. Ген TGFB1, кодирующий данный белок, находится у человека на 19-й хромосоме.

## Клиническое значение
Мутации TGFB1 вызывают болезнь Камурати-Энгельманна I типа (OMIM 131300).